# Полевичева Буда
Полевичева Буда — деревня в Смоленской области России, в Монастырщинском районе. Расположена в западной части области в 8 км к юго-востоку от Монастырщины, у автодороги Монастырщина — Хиславичи. Население — 11 жителей (2007 год) . Входит в состав Гоголевского сельского поселения.

## История
Деревня основана во время царствования царя Алексея Михайловича в XVII веке. Название произошло от слова Буда — в прошлом предприятие по производству поташа, расположенное в лесу.